# Александър Бенкендорф
Алекса̀ндър Христофо̀рович Бенкендо̀рф (на руски: Алекса́ндр Христофо́рович Бенкендо́рф, на немски: Alexander von Benckendorff) е руски генерал и политик.
Роден е на 4 юли (23 юни стар стил) 1782 година в Ревел, Ревелска губерния, в семейството на Христофор Бенкендорф, офицер от видна балтийсконемска фамилия. От ранна възраст постъпва в армията и служи в императорския двор, участва в Наполеоновите войни и Руско-турската война от 1806 – 1812 година. От 1826 година до смъртта си оглавява руската политическа полиция.
Александър Бенкендорф умира на 23 септември (11 септември стар стил) 1844 година на борда на парахода „Херкулес“ край остров Хиюмаа.